# Paralinhomoeus strandibrevicaudatus
Paralinhomoeus strandibrevicaudatus är en rundmaskart som först beskrevs av Schulz 1929.  Paralinhomoeus strandibrevicaudatus ingår i släktet Paralinhomoeus och familjen Linhomoeidae. Inga underarter finns listade i Catalogue of Life.